# Ytbarriärdetektor
Ytbarriärdetektor är den mest använda detektorn av laddade partiklar inom kärnfysiken. Kan bestå av halvledare med tunt, förångat, skikt av metall, ofta n-typ kisel med guldlager. Över denna detektor läggs sedan en elektrisk spänning som leder till att par av elektroner och hål bildas då partiklar träffar detektorn. Dessa elektroner samlas i fält, vilket då ger en puls.